# Esporte Clube Pinheiros (basquetbol)
|  | Aquest article tracta sobre la secció de basquetbol del club. Si cerqueu el club esportiu, vegeu «Esporte Clube Pinheiros». |

El Pinheiros Basquete és la secció de basquetbol del club Esporte Clube Pinheiros de la ciutat de São Paulo.

## Història
La secció va ser creada el 1926. La temporada 2005-06 participà per primer cop a la lliga brasilera de futbol amb el nom Pinheiros/Sky.

## Palmarès
- Lliga de les Amèriques de la FIBA:
  - 2013
- Campionat de São Paulo de bàsquet:
  - 2011